# Tulsa 66ers 2011-2012
La stagione 2011-12 dei Tulsa 66ers fu l'11ª nella NBA D-League per la franchigia.
I Tulsa 66ers arrivarono sesti nella Western Conference con un record di 23-27, non qualificandosi per i play-off.

## Roster
| N° | Naz.                   | Ruolo | Sportivo          | Anno | Alt. | Peso |
| -- | ---------------------- | ----- | ----------------- | ---- | ---- | ---- |
| 0  | Stati Uniti (bandiera) | C     | Brian Barkdoll    | 1989 | 211  | 116  |
| 7  | Stati Uniti (bandiera) | G     | LaDustin Williams | 1989 | 185  | 72   |
| 9  | Stati Uniti (bandiera) | G     | Nolan Richardson  | 1986 | 188  | 81   |
| 10 | Stati Uniti (bandiera) | G     | Dwight Buycks     | 1989 | 191  | 86   |
| 11 | Stati Uniti (bandiera) | G     | Jerome Dyson      | 1987 | 193  | 82   |
| 12 | Stati Uniti (bandiera) | G     | Brady Morningstar | 1986 | 193  | 84   |
| 15 | Stati Uniti (bandiera) | G     | Reggie Jackson    | 1990 | 191  | 94   |
| 17 | Stati Uniti (bandiera) | GA    | Robert Vaden      | 1985 | 196  | 93   |
| 21 | Stati Uniti (bandiera) | A     | Delroy James      | 1987 | 203  | 102  |
| 22 | Stati Uniti (bandiera) | G     | Xavier Alexander  | 1988 | 198  | 102  |
| 23 | Stati Uniti (bandiera) | A     | Lazar Hayward     | 1986 | 198  | 102  |
| 24 | Stati Uniti (bandiera) | GA    | Billy Rush        | 1988 | 201  | 91   |
| 32 | Stati Uniti (bandiera) | A     | Larry Owens       | 1983 | 201  | 95   |
| 33 | Stati Uniti (bandiera) | A     | Marcus Lewis      | 1986 | 203  | 111  |
| 34 | Stati Uniti (bandiera) | A     | Curtis Sumpter    | 1984 | 201  | 102  |
| 41 | Porto Rico (bandiera)  | A     | Benjamin Colón    | 1984 | 203  | 102  |
| 42 | Stati Uniti (bandiera) | A     | Ryan Reid         | 1986 | 203  | 107  |
| 44 | Stati Uniti (bandiera) | C     | Will Creekmore    | 1989 | 206  | 107  |
| 50 | Nigeria (bandiera)     | A     | Nkem Ojougboh     | 1987 | 206  | 102  |

## Staff tecnico
- Allenatore: Dale Osbourne
- Vice-allenatore: Jermaine Byrd
- Preparatore atletico: Tony Katzenmeier